# Bananenfeige

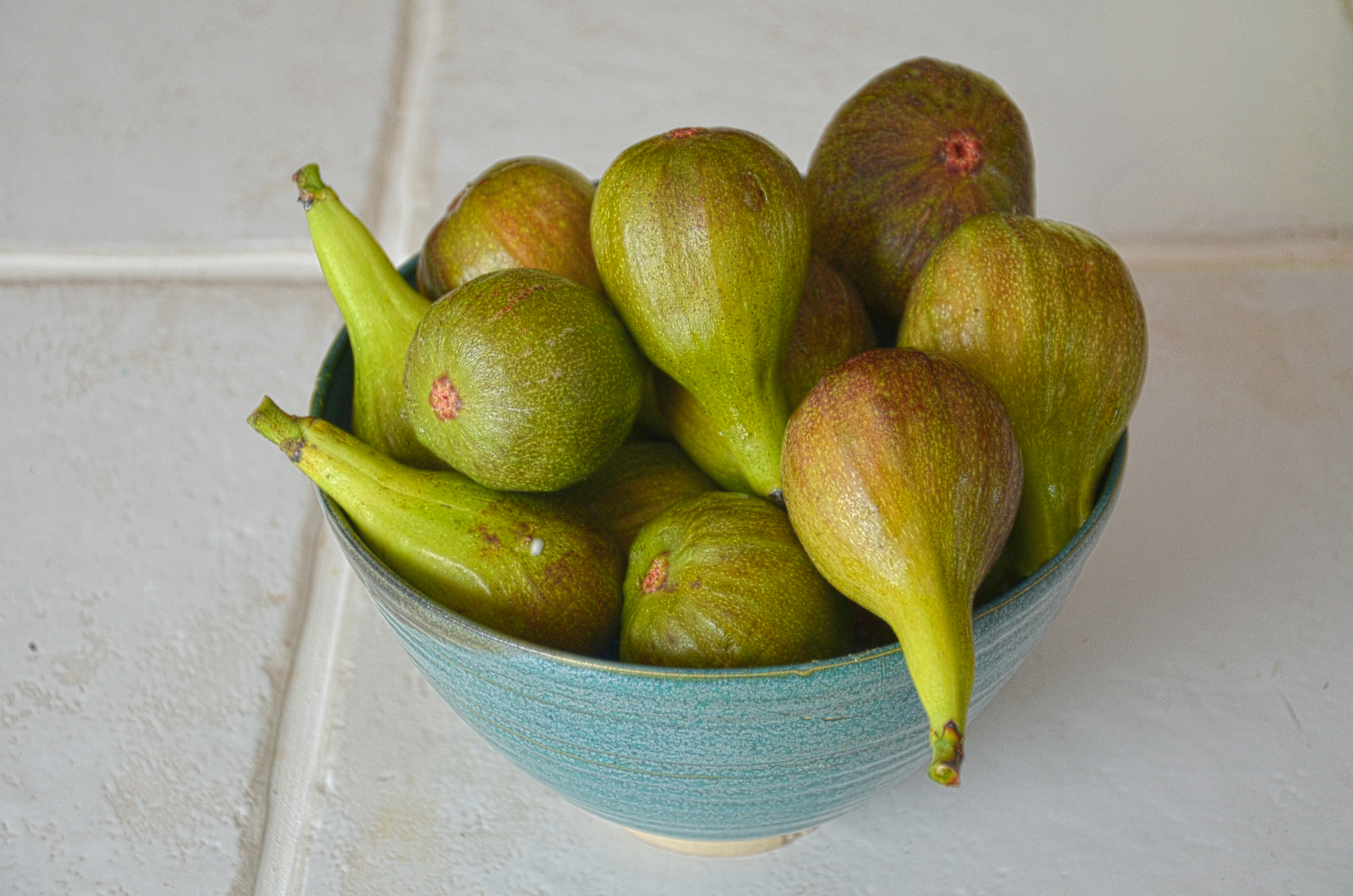
Typische Blühfeigen der Bananenfeige.

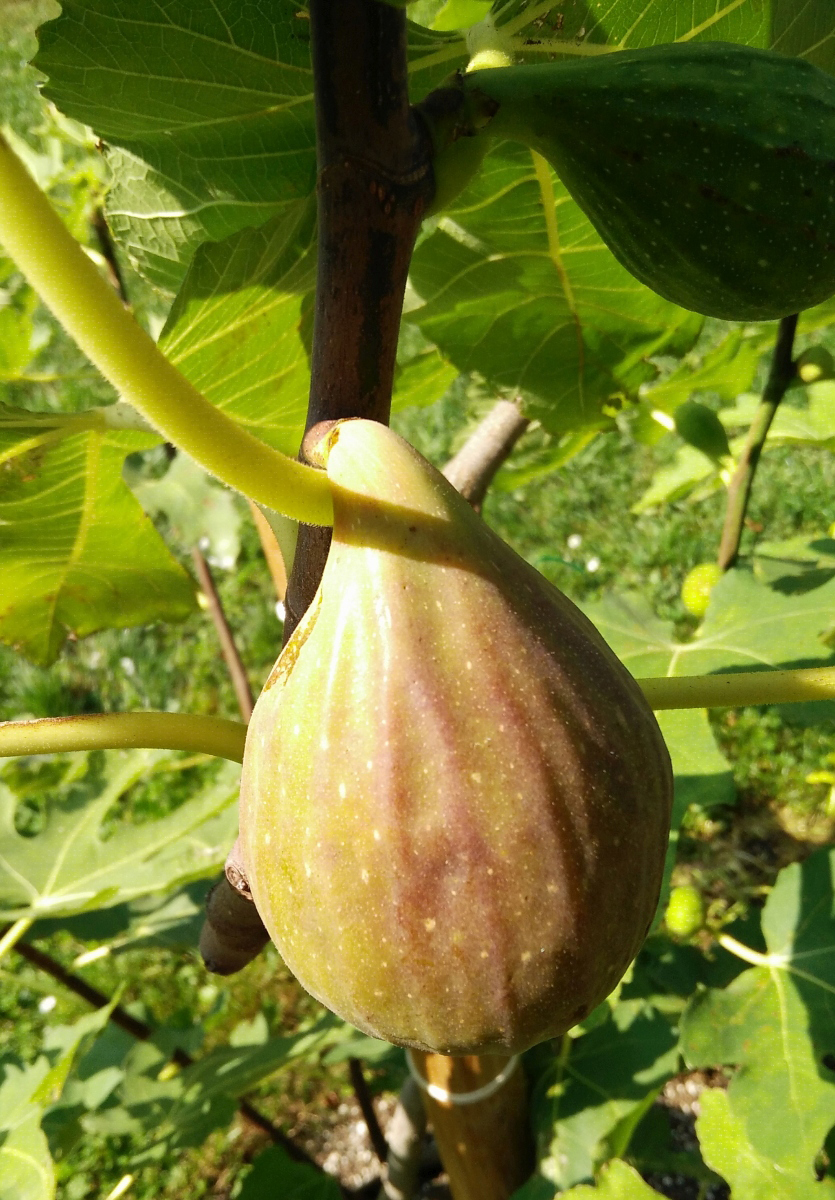
Herbstfeige der Bananenfeige.

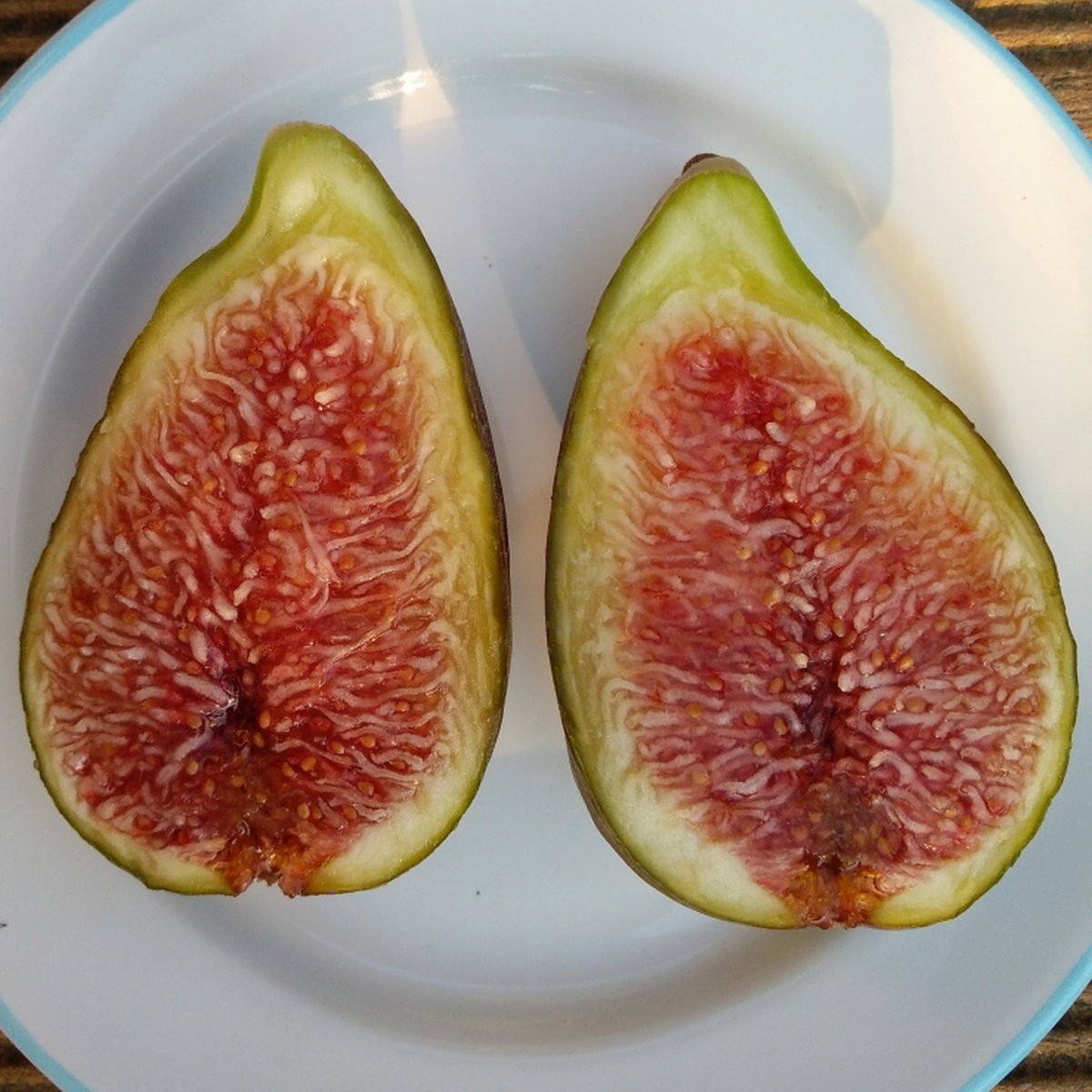
Herbstfeige derselben Sorte aufgeschnitten.

Die Bananenfeige, auch Longue d'Août oder Jerusalem genannt, ist eine Feigensorte der Art Ficus carica, die für ihre ausgezeichnete Winterhärte und ihren guten Geschmack bekannt ist. Die Bananenfeige ist eine zweimaltragende Hausfeige, die durch ihren schwachen, kompakten Wuchs eher kleine Bäume hervorbringt.
Unter Liebhabern ist für Longue d'Août die Abkürzung „LdA“ verbreitet.

## Baum
Die Bananenfeige hat einen langsamen, kompakten Wuchs und erreicht in Mitteleuropa meist nur eine Höhe von etwa 3 m, jedoch eine etwas größere Breite.  Das Blatt ist meist fünflappig und tief eingeschnitten.

## Früchte
Die Blühfeigen dieser Sorte reifen recht spät, oft erst im August. Sie sind grün bis gelb und bei Vollreife manchmal mit einem roten Hauch überzogen. Die großen, birnenförmigen, manchmal fast bananenförmigen Feigen werden bis zu 20 cm lang und wiegen etwa 100 Gramm. Die Herbstfeigen reifen in Mitteleuropa von September bis Oktober, sind rundlicher, dunkler und wiegen nur etwa 60 Gramm. Das Fruchtfleisch ist rosa. Die Frucht schmeckt gut, vor allem, wenn sie viel Sonne bekommen hat und der Baum nicht auf zu nassem Boden steht. In einer Vergleichspflanzung in Spanien erwies sich die Sorte als ertragreicher als die Sorte Brown Turkey.

## Winterhärte
Die Bananenfeige ist eine sehr winterharte Sorte und wird erfolgreich in Deutschland im Freiland kultiviert. Bei großer Bodennässe leidet der Baum jedoch, wird krankheitsanfällig und verliert seine ausgezeichnete Winterhärte.